# Bradina erilitoides
Bradina erilitoides là một loài bướm đêm trong họ Crambidae.